# Reprezentacja Luksemburga w piłce ręcznej kobiet
Reprezentacja Luksemburga w piłce ręcznej kobiet, narodowy zespół piłkarek ręcznych Luksemburga. Reprezentuje swój kraj w rozgrywkach międzynarodowych.